# المهاجیر
ال-مهاجیر یک منطقهٔ مسکونی در یمن است که در استان صنعا واقع شده‌است.